# Шуми (владение)

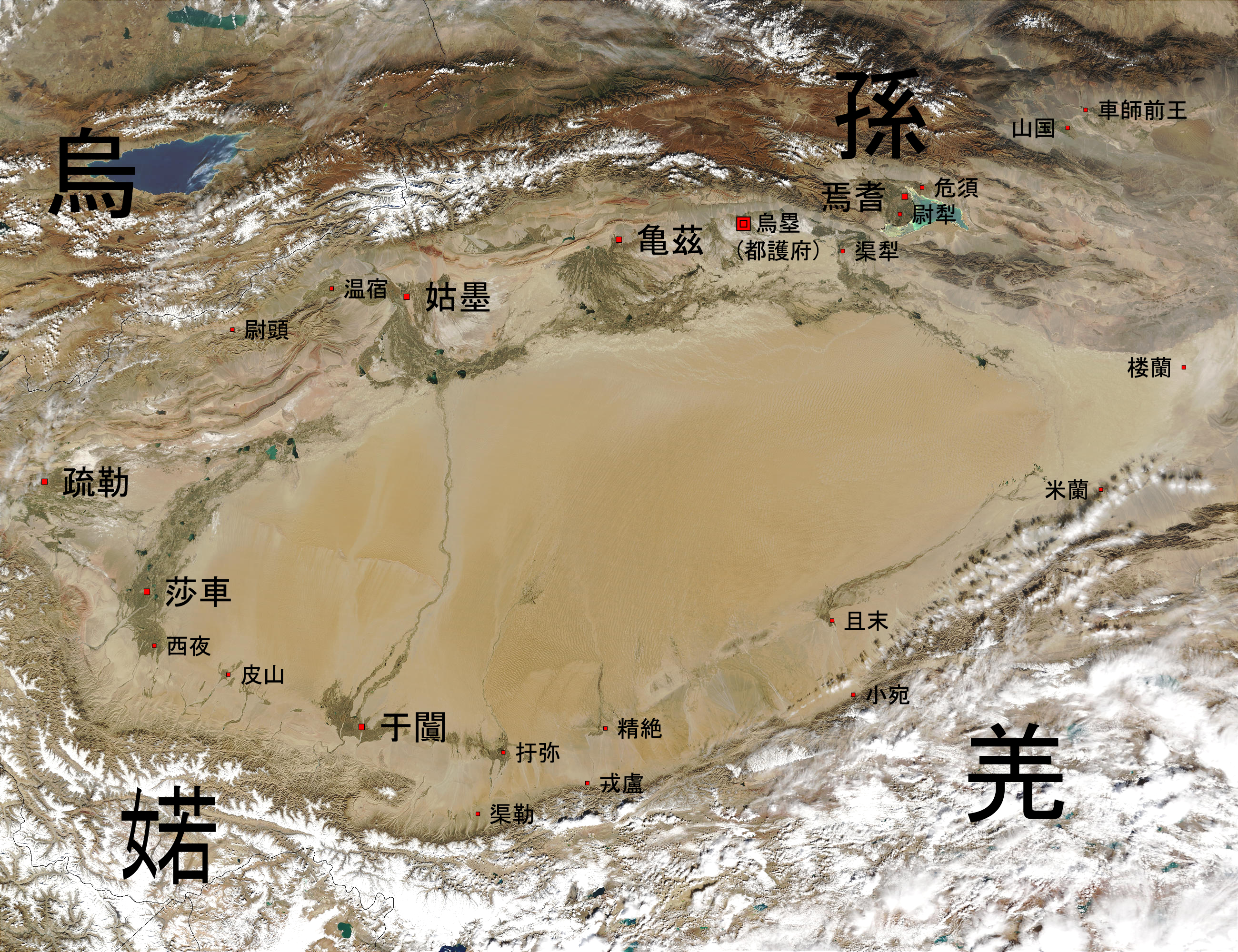
Юйми (扜弥) на юге Таримского бассейна, к северо-западу от Жунлу. I век.

Шуми (кит. трад. 抒彌國, упр. 抒弥国, пиньинь shūmíguó, палл. Шуми го) также Ганьми, Гюйми, Юйми, Уми (扜弥) позже Нинми (寧彌) — древнее княжество, на Шёлковом пути, по реке Керия, завоёвано при династии Хань, присоединено к Юйтянь.
Столица — город Шуми в 9280 ли от Чанъани, 3556 ли до ставки наместника в нынешнем Бугуре. По ханьской переписи: 3340 семейств, 20 040 человек, 3540 воинов. Администрация состоит из 7 китайских чиновников и двух переводчиков.
Л. А. Боровкова, анализируя данные «Хань шу», называла Юйми самым многонаселённым оазисом по южной дороге Таримского бассейна.
Граничит на северо-востоке с Куча, на юге с Цюйлэ, на северо-западе с Гумо, на западе до Хотана 390 ли.